# Camacinia
Camacinia es un pequeño género de libélulas de la familia Libellulidae. Incluye tres especies.
- Camacinia gigantea Brauer, 1867
- Camacinia harterti Karsch, 1890
- Camacinia othello Tillyard, 1908